# كينسوكي إيوابوتشي
كينسوكي إيوابوتشي (باليابانية: 岩渕健輔) هو لاعب اتحاد الرغبي ياباني، ولد في 30 ديسمبر 1975 في طوكيو في اليابان.

## وصلات خارجية
- كينسوكي إيوابوتشي عل موقع إسبنسكروم (الإنجليزية)
- كينسوكي إيوابوتشي على موقع ItsRugby.co.uk (الإنجليزية)
- كينسوكي إيوابوتشي على موقع أوليمبيديا (الإنجليزية)